# Basket Ligaen
La Basketligaen es la máxima competición de baloncesto de Dinamarca y fue fundada en 1995. Pero, la primera división originalmente fue fundada en 1957. El club con más títulos de liga es el Bakken Bears, que ha ganado 22 títulos en su historia. El principal socio de televisión de la liga es TV2 Sport. La liga está formada por 8 equipos.

## Equipos 2024-2025
| Equipo             | Ciudad     | Pabellón               | Entrenador          |
| ------------------ | ---------- | ---------------------- | ------------------- |
| Bakken Bears       | Aarhus     | Vejlby Risskov Center  | Anders Sommer       |
| Svendborg Rabbits  | Svendborg  | Svendborg Idrætscenter | Mads Andersen       |
| Team FOG Næstved   | Næstved    | Næstvedhallerne        | Dan Pearson         |
| Randers Cimbria    | Randers    | Arena Randers          | Martin Knezeviz     |
| Horsens IC         | Horsens    | Forum Horsens          | Vedran Borovcanin   |
| BK Amager          | Tårnby     | Amagerhallen           | Pat Ryan            |
| BMS Herlev         | Herlev     | Herlevhallen           | Adrian Moss         |
| Bears Academy      | Aarhus     | Vejlby Risskov Center  | Thomas Hemmingsen   |
| BC Copenhagen      | Copenhagen | Nørrebrohallen         | Jesper Krone        |
| Værløse Blue Hawks | Værløse    | Søndersøhallen         | Jonas Sørensen      |
| Holdbæk Stenhus    | Holbæk     | Holbæk Sportsby        | Matías Camino López |

## Historial
| - 1995/1996: Værløse/Farum - 1996/1997: Bakken Bears - 1997/1998: Horsens IC - 1998/1999: Bakken Bears - 1999/2000: Bakken Bears - 2000/2001: Bakken Bears - 2001/2002: Værløse/Farum - 2002/2003: BF Copenhagen - 2003/2004: Bakken Bears - 2004/2005: Bakken Bears - 2005/2006: Horsens IC - 2006/2007: Bakken Bears - 2007/2008: Bakken Bears - 2008/2009: Bakken Bears - 2009/2010: Svendborg Rabbits | - 2010/2011: Bakken Bears - 2011/2012: Bakken Bears - 2012/2013: Bakken Bears - 2013/2014: Bakken Bears - 2014/2015: Horsens IC - 2015/2016: Horsens IC - 2016/2017: Bakken Bears - 2017/2018: Bakken Bears - 2018/2019: Bakken Bears - 2019/2020: Bakken Bears - 2020/2021: Bakken Bears - 2021/2022: Bakken Bears - 2022/2023: Bakken Bears - 2023/2024: Bakken Bears |

## Finales
| Temporada | Campeón           | Subcampeón        | Resultado | MVP Final              |
| --------- | ----------------- | ----------------- | --------- | ---------------------- |
| 1995–96   | Værløse/Farum     | Stevnsgade BBK    |           |                        |
| 1996–97   | Bakken Bears      | Hørsholm 79'ers   |           |                        |
| 1997–98   | Horsens IC        | Bakken Bears      |           |                        |
| 1998–99   | Bakken Bears      | SISU BK           |           |                        |
| 1999–00   | Bakken Bears      | Horsens IC        |           |                        |
| 2000–01   | Bakken Bears      | Værløse/Farum     | 2–1       |                        |
| 2001–02   | Værløse/Farum     | Aabyhøj IF        | 2–0       |                        |
| 2002–03   | BF Copenhagen     | Bakken Bears      | 2–0       |                        |
| 2003–04   | Bakken Bears      | Horsens IC        | 3–1       |                        |
| 2004–05   | Bakken Bears      | SISU BK           | 3–2       |                        |
| 2005–06   | Horsens IC        | Bakken Bears      | 3–1       |                        |
| 2006–07   | Bakken Bears      | Svendborg Rabbits | 3–0       |                        |
| 2007–08   | Bakken Bears      | Svendborg Rabbits | 4–0       |                        |
| 2008–09   | Bakken Bears      | Svendborg Rabbits | 4–3       |                        |
| 2009–10   | Svendborg Rabbits | Bakken Bears      | 4–1       |                        |
| 2010–11   | Bakken Bears      | Svendborg Rabbits | 4–0       |                        |
| 2011–12   | Bakken Bears      | Svendborg Rabbits | 4–2       |                        |
| 2012–13   | Bakken Bears      | Svendborg Rabbits | 4–3       | Chris Christoffersen   |
| 2013–14   | Bakken Bears      | Randers Cimbria   | 4–0       | Kenny Barker           |
| 2014–15   | Horsens IC        | Bakken Bears      | 4–2       | Brian Fitzpatrick      |
| 2015–16   | Horsens IC        | Bakken Bears      | 4–3       | Nimrod Hilliard        |
| 2016–17   | Bakken Bears      | Horsens IC        | 4–1       | DeVaughn Akoon-Purcell |
| 2017–18   | Bakken Bears      | Horsens IC        | 4–0       | Jaye Crockett          |
| 2018–19   | Bakken Bears      | Horsens IC        | 4–0       | Ryan Evans             |
| 2019–20   | Bakken Bears      | Randers Cimbria   | n/a       |                        |
| 2020–21   | Bakken Bears      | Horsens IC        | 4–0       | Michel Diouf           |
| 2021–22   | Bakken Bears      | Svendborg Rabbits | 4–0       | Marvelle Harris        |
| 2022–23   | Bakken Bears      | Team FOG Næstved  | 4–0       | Ryan Evans             |

## Títulos por equipo
| Equipo            | Títulos | Años |
| ----------------- | ------- | --- |
| Bakken Bears      | 22      | 1958, 1997, 1999, 2000, 2001, 2004, 2005, 2007, 2008, 2009, 2011, 2012, 2013, 2014, 2017, 2018, 2019, 2020, 2021, 2022, 2023, 2024 |
| SISU Copenhagen   | 11      | 1961, 1962, 1966, 1967, 1972, 1973, 1976, 1981, 1983, 1984, 1985                                                                   |
| Horsens IC        | 6       | 1992, 1994, 1998, 2006, 2015, 2016                                                                                                 |
| Horsholm 79ers    | 3       | 1991, 1993, 1995 |
| Værløse/Farum     | 2       | 1996, 2002 |
| Svendborg Rabbits | 1       | 2010 |
| BF Copenhagen     | 1       | 2003 |